# Spiraeanthemum katakata
Spiraeanthemum katakata là một loài thực vật thuộc họ Cunoniaceae. Đây là loài đặc hữu của Fiji.